# Tajín (condimento)

Logotipo

Industrias Tajín, S.A. de C.V. es una compañía mexicana famosa por su mezcla de especias aderezo de sabor picante de siete chiles, sal marina y limón deshidratado que resalta el sabor de la comida. Es un producto creado por Horacio Fernández Castillo, inspirado por la receta de su abuela. La empresa está ubicada en la ciudad de Zapopan en Jalisco, México, y fue fundada en el año 1985. Se la conoce por su chile en polvo, pero sus productos incluyen salsas líquidas y chiles secos. Sus productos están disponibles en México, los Estados Unidos y alrededor del mundo.

## Historia
Horacio Fernández Castillo, el fundador de la empresa Tajín, era apenas un niño cuando Mamá Necha, su abuela, le preparaba una salsa con siete diferentes chiles, algo tan sabroso que cada vez que la hacía se juntaban todos en la familia a la voz de “¡Mamá Necha hizo su salsa!”.
A Horacio le encantaba aquel sabor y, un día, mientras veía como escurría la salsa en su elote, pensó que sería genial encontrar la forma de que todo el mundo pudiera probarla. Así fue como se las ingenió para deshidratar el limón y los chiles sin que perdieran su sabor. Había nacido, sin saberlo, lo que sería una de las salsas favoritas de los mexicanos.
Fue en 1985, en un viaje por el estado de Veracruz cuando Horacio visitó la zona arqueológica de Tajín. Quedó tan impresionado de aquellos edificios antiguos y emblemáticos de la cultura mexicana y al descubrir que el significado de la palabra “ají” es chile en taíno, fue así como quedó convencido de que su salsa se llamaría “Tajín”.

## Usos
Tajín es muy versátil en cuanto a su uso, pues puede ponerse sobre frutas, verduras, huevo y hasta carne como alitas. Existe también una versión envasada reducida en sodio.
Tajín Habanero: Chile en polvo ideal para pescados y mariscos

#### Salsas líquidas
- Tajín Clásica: Salsa líquida con el clásico sabor de Tajín en polvo, puede usarse como salsa para snacks o las comidas fuertes del día.
- Tajín Chamoy: Salsa líquida para darle a frutas y dulces un toque frutal.
- Tajín Chipotle: Salsa líquida con un toque de chipotle, ideal para carnes y queso.

#### Chiles secos: Gama de chiles secos marca Tajín para la elaboración de alimentos.
- Chile Ancho
- Chile de Árbol
- Chile Guajillo
- Chile Pasilla

### Ritual 1-2
En 2019 lanzaron su campaña del Ritual 1-2 Tajín, la cual consiste en poner en tu snack o comida la Salsa Tajín y después el Tajín en polvo. La mezcla permite que el chile en polvo se pegue a la salsa líquida y poder disfrutar de ambos.

## En Estados Unidos
En el año 1993, Tajín entró al mercado de los Estados Unidos y a la fecha se ha expandido por el mundo. Es reconocida como pionera de la salsa en polvo, pero no sólo por eso, ni por su único sabor o su calidad, también por ser un promotor de la familia y las tradiciones de México. 